# Bohonal de los Montes
Bohonal de los Montes es una localidad y pedanía española del municipio de Helechosa de los Montes, perteneciente a la provincia de Badajoz, comunidad autónoma de Extremadura.

## Situación
Con un entorno natural privilegiado, es una reserva natural de caza y pesca. Se encuentra situado entre la sierra de la Dehasilla y Sierra del Estena, en las estribaciones de los montes de Toledo. Pertenece a la mancomunidad integral de Cijara y al Partido judicial de Herrera del Duque.
Se da la circunstancia de que Bohonal de los Montes es el pueblo de España más lejano a su capital provincial. Badajoz se encuentra a 246 km de Bohonal, siendo más cercanas otras capitales, como Ciudad Real (105 km), Toledo (118 km), Cáceres (187 km), Madrid (198 km), Córdoba (217 km) y Ávila (231 km). Todos los jueves, sale un servicio de autobús de La Sepulvedana a la localidad de Talarrubias a las 06:30 de la mañana.

## Historia
A la caída del Antiguo Régimen la localidad se constituye en municipio constitucional en la región de Extremadura, entonces conocido como Bohonal de Helechosa. Desde 1834 quedó integrado en el Partido judicial de Herrera del Duque. En el censo de 1842 contaba con 111 hogares y 422 vecinos.
A mediados del siglo XIX el municipio desaparece al integrarse en Helechosa de los Montes.